# Valer Toma
Valeriu Toma –conocido como Valer Toma– (26 de noviembre de 1957) es un deportista rumano que compitió en remo.
Participó en dos Juegos Olímpicos de Verano en los años 1980 y 1984, obteniendo una medalla de oro en Los Ángeles 1984 en la prueba de dos sin timonel. Ganó una medalla de bronce en el Campeonato Mundial de Remo de 1982.

## Palmarés internacional
| Juegos Olímpicos   | Juegos Olímpicos             | Juegos Olímpicos  | Juegos Olímpicos   |
| Año                | Lugar                        | Medalla           | Prueba             |
| ------------------ | ---------------------------- | ----------------- | ------------------ |
| 1984               | Los Ángeles (Estados Unidos) | Medalla de oro    | Dos sin timonel    |
| Campeonato Mundial |                              |                   |                    |
| Año                | Lugar                        | Medalla           | Prueba             |
| 1982               | Lucerna (Suiza)              | Medalla de bronce | Cuatro sin timonel |